# Prêmio Pomeranchuk
O Prêmio Pomeranchuk é um prêmio de física teórica concedido anualmente, desde 1998, pelo Instituto de Física Teórica e Experimental de Moscou. É denominado em honra ao físico russo Isaak Pomeranchuk, que juntamente com Lev Landau fundou o Departamento de Física Teórica do Instituto.

## Laureados
- 1998: Aleksander Ilyich Akhiezer e Sidney Drell
- 1999: Karen Ter-Martirosian e Gabriele Veneziano
- 2000: Evgenii Feinberg e James Bjorken
- 2001: Lev Lipatov e Tullio Regge
- 2002: Ludvig Faddeev e Bryce DeWitt
- 2003: Valery Rubakov e Freeman Dyson
- 2004: Alexander Andreyev e Alexander Polyakov
- 2005: Iosif Khriplovich e Arkady Vainshtein
- 2006: Vadim Kuzmin e Howard Georgi
- 2007: Alexander Belavin e Yoichiro Nambu
- 2008: Leonard Susskind e Lev Okun
- 2009: Boris Ioffe e Nicola Cabibbo[1]
- 2010: Valentin Sacharov e André Martin[2]
- 2011: Heinrich Leutwyler e Semyon Gershtein
- 2012: Juan Maldacena e Spartak Belyaev
- 2013: Mikhail Shifman e Andrey Slavnov
- 2014: Leonid Keldysh e Alexander Zamolodchikov
- 2015: Stanley Brodsky e Victor Fadin[3]
- 2016: Curtis Callan e Yuri A. Simonov[4]
- 2017 Igor Klebanov e Juri Moissejewitsch Kagan
- 2018 Giorgio Parisi e Lev Pitaevskii
- 2019 Roger Penrose e Vladimir S. Popov
- 2020 Sergio Ferrara e Mikhail Andrejewitsch Vasiliev